# ステファン・ヨハンセン
ステファン・ヨハンセン（Stefan Johansen、1991年1月8日 - ）は、ノルウェー・ヴァードー出身のプロサッカー選手。サッカーノルウェー代表。ポジションは、MF。

## 経歴

### クラブ
地元ヴァードーのクラブでプレーを始め、14歳でFKボデ/グリムトの下部組織に入団。2007年シーズンにトップチームに昇格すると、ノルウェー・カップ・ハンメルフェストFK戦でデビューを飾った。
2011年1月、フリーでストレームスゴトセトIFに加入。
2014年1月、セルティックFCに200万ポンドで移籍。
2016年8月、フラムFCに移籍。

### 代表
U-15年代からノルウェー代表に選出されている。
2014年8月のスウェーデン戦でA代表初キャップ・初ゴール。

## 代表歴
- U-16ノルウェー代表
- U-17ノルウェー代表
- U-18ノルウェー代表
- U-19ノルウェー代表
- U-21ノルウェー代表
  - UEFA U-21欧州選手権2013
- U-23ノルウェー代表
- ノルウェー代表
  - UEFAネーションズリーグ2018-19
  - UEFA EURO 2020予選

### 代表選でのゴール
| #  | 開催日        | 開催地 | 対戦国       | 得点 | 結果 | 試合概要                      |
| -- | ------------- | ------ | ------------ | ---- | ---- | ----------------------------- |
| 1. | 2013年8月14日 | ソルナ | スウェーデン | 2–2  | 2–4  | 親善試合                      |
| 2. | 2016年3月29日 | オスロ | フィンランド | 2–0  | 2–0  | 親善試合                      |
| 3. | 2016年6月1日  | オスロ | アイスランド | 1–0  | 3–2  | 親善試合                      |
| 4. | 2018年9月6日  | オスロ | キプロス     | 1–0  | 2–0  | UEFAネーションズリーグ2018-19 |
| 5. | 2018年9月6日  | オスロ | キプロス     | 2–0  | 2–0  | UEFAネーションズリーグ2018-19 |
| 6. | 2019年9月8日  | ソルナ | スウェーデン | 1–0  | 1–1  | UEFA EURO 2020予選            |

## タイトル

### クラブ
セルティック
- スコティッシュ・プレミアリーグ (3): 2013–14, 2014–15, 2015–16
- スコティッシュリーグカップ (1): 2014–15

### 個人
- ニクセン賞: 2013（MF）[10]
- スコットランドPFA年間最優秀選手賞: 2014-15